# Бен Крістовао
Бен да Сільва Крістовао, відомий як Бен Крістовао або Бенні Крісто (8 червня 1987, Пльзень) ― чеський співак, автор пісень, спортсмен і актор. Виконує пісні чеською та англійською мовами.

## Музична кар'єра
2009 року він був фіналістом талант-конкурсу Česko Slovenská Superstar, де посів 7 місце.
Досвід, який співак отримав на цьому конкурсі, спонукав його зосередитись на своїй кар'єрі співака. 2010 року він випустив свій дебютний альбом «Definitely Different», найуспішнішими синглами якого є пісні «Give Me Some More» і «Put It On Me». Через рік, 2011 року, вийшов його другий студійний альбом «Бенні Крісто». До альбому ввійшла пісня з Монікою Багаровою «Chci» (укр. Я хочу) та композиція «Na zdraví» (укр. За здоров'я). Бен Крістовао виступав на розігріві в кількох артистів, як-от американської електропоп-групи Far East Movement та кубино-американського репера Pitbull.
2013 року Бен Крістовао та його кліп на пісню «Bomby» (укр. Бомби) (режисер — Томаш Касал) номінували в категорії відеокліп року в журналі "Český slavík" (укр. Чеський соловей). Того ж року, крім синглу «Bomby», він також видав пісні «Tělo» та «Stop» (укр. Тіло та Стоп). Бен Крістовао (разом з іншими музикантами, такими як Девід Коллер, Дан Барта, Майкл Кокаб, Войта Дик) також взяв участь у проєкті громадської діяльності Nikagda nězabuděm, метою якого було заохотити громадян Чехії взяти участь у президентських виборах 2013 року та застерегти від повернення комуністів та проросійських сил.
2013 року він випустив свій третій альбом «Made In Czechoslovakia». Альбом містить загалом 16 пісень, включно з «Bomby», «Sweet Chilli», «Instagram», «Molly» (feat. Ego) та «Tělo» (feat. Supa).
2015 року Бен Крістовао виступив з аншлагом у залі Forum Karlín [Архівовано 21 квітня 2021 у Wayback Machine.].
2016 року він отримав нагороду "Český slavík" у категорії «найпопулярніша чеська композиція» за пісню «ASIO» (укр. Мабуть, так). Він відмовився прийняти нагороду особисто і заявив ЗМІ, що не хоче бути в одному залі з групою Ortel через ксенофобські тексти її пісень. Того ж року він записав кавер-версію пісні Девіда Коллера «Nic není nastálo» (укр. Ніщо не вічне).
2017 року він випустив свій альбом «Poslední» (укр. Останні). Цей альбом вийшов не на класичному компакт-диску: шанувальники могли завантажити його за допомогою QR-коду на футболці зі спеціальною картиною. Основним мотивом дизайну цих футболок була картина «Racek v moři» (у перекладі з чеської «Чайка на морі»), яку намалював сам Крістовао. До альбому ввійшла пісня «Program», відео на яку зняв Томаш Касал. У вересні 2017 року Бен Крістовао виступив з концертом у празькому залі «Žluté Lázně», який відвідало 7000 людей.
2018 року Бен Крістовао виступив на врученні музичних нагород «Anděl» (укр. Ангел) з піснею «Nohy» (укр. Ноги), а гостем виступу був Їржі Корн. Цього року він, разом із Марією Чіровою (продюсуванням зайнявся The Glowsticks), підготував саундтрек «Padám» (укр. Я падаю) до танцювального чесько-словацького фільму «Backstage» (укр. За лаштунками) режисера Андре Седлачкової. У фільмі Бен Крістовао також виконав роль судді танцювального змагання. Того ж року він став суддею конкурсу талантів Česko Slovenská Superstar.
2019 року співак випустив мініальбом «Kontakt o šesti skladbách». Цифровому випуску передувала унікальна трансляція альбому в Празі, Брно та Чеському Будейовіце. На площах згаданих міст розмістили стереосистеми, аби люди могли прослухати цілий альбом. З нагоди десятиріччя своєї музичної кар'єри 2019 року Бен Крістовао організовує концерт на празькій арені "O2", де зібрав майже 15 000 людей. У жовтні він виступив у залі Forum Karlín [Архівовано 21 квітня 2021 у Wayback Machine.]на бенефісі «Paměť národa». Цей концерт підготувала організація "Post Bellum" з нагоди двох річниць: 101 року з дня заснування республіки та 30-ї річниці Оксамитової революції.
2020 року з піснею «Kemama» він став переможцем чеського нацвідбору на пісенний конкурс «Євробачення» і повинен був представити Чехію у Роттердамі, однак Євробачення 2020 було скасоване через пандемію коронавірусу. Його виступ на врученні музичних нагород «Anděl» Coca-Cola 2019, який запланували на 31 березня, відклали.
2021 року Бен Крістовао представлятиме Чехію у пісенному конкурсі «Євробачення 2021» у Роттердамі з піснею «Omaga». На Євробаченні 2021 року він представив свою країну в другому півфіналі з піснею «Omaga», але не зміг потрапити у фінал.

## Стиль життя
Бен Крістовао є веганом і захисником прав тварин загалом. Він бере активну участь у різних заходах та кампаніях на їх підтримку. Наприклад, 2018 року він приєднався до організації OBRAZ – Obránci zvířat.
Він відвідував початкові школи й застерігав учнів від підводних каменів Інтернету, а також радив, як вирішити можливі проблеми. Він також є послом ініціативи zálohujme.cz, яка створила ідею сплати завдатку за пластикові пляшки, який потім можна повернути, здавши ці пляшки у місця збору.

## Спортивна кар'єра

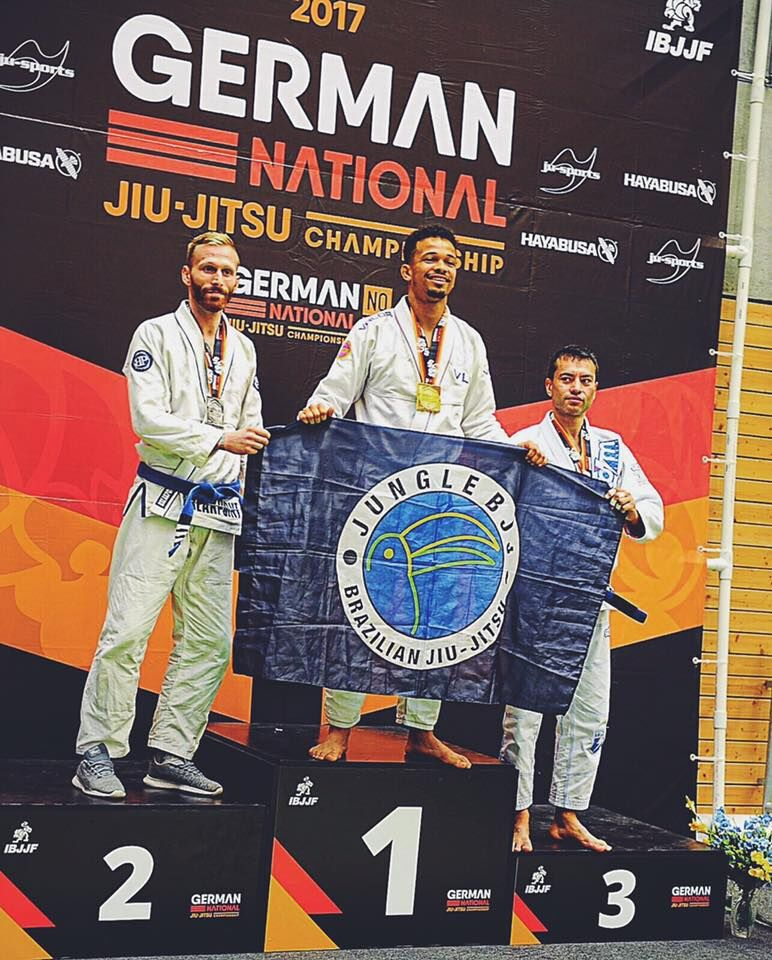

Окрім музичної кар'єри, Бен є також спортсменом, останні роки займається на професійному рівні бразильським джиу-джитсу та бере участь у турнірах по всьому світу. 10 вересня 2016 року він виграв бронзову медаль у поєдинку борців середньої ваги (до 88 кг) з білим поясом на чемпіонаті Азії. 20 листопада 2016 року він виграв золото в цій же категорії на престижному міжнародному турнірі Madrid Open, знову в категорії серед борців середньої ваги (до 88 кілограмів з кімоно) з білими поясами. 2017 року він виграв титул чемпіона Європи (білі пояси) з джиу-джитсу.
Бен Крістовао представляє академію «Jungle BJJ», якою в Празі керує тренер Фернандо Нашіменто Араухо, володар чорного поясу четвертого ступеня.
Раніше він професійно займався сноубордингом. Найбільшим його успіхом у цьому спорті є перше місце на Кубку Чехії 4х4 2006 року.

## Особисте життя
Його мати родом зі Західної Богемії, батько Беніс Крістовао ― з Анголи. У Бена троє сестер (від другого шлюбу батька), з яких Б'янка Крістовао є стендап-коміком.

## Дискографія
- Definitely Different (липень 2010)
  - відеокліп Give Me Some More
  - відеокліп Good (feat. Verse-Atile)
  - відеокліп Waste My Time (feat. Verse-Atile)
  - відеокліп Put It On Me
- Benny_Cristo (травень 2011)
  - відеокліп Mimozemšťanka
  - відеокліп Alien Girl
  - відеокліп Na zdraví (feat. The Glowsticks)
  - відеокліп Chci (дует з Монікою Багаровою[cs][7])
  - відеокліп Mine (remix)
- Made in Czechoslovakia (19 березня 2014)
  - відеокліп Prdel (feat. Verse-Atile)
  - відеокліп Bomby (feat. Verse-Atile)
  - відеокліп Stop (feat. Verse-Atile)
  - відеокліп MOLLY (feat. Ego[cs])
  - відеокліп Mam (feat. Ezy)
  - відеокліп Sweet Chilli (feat. Ezy)
  - відеокліп Tělo (feat. Supa)
  - відеокліп Úžasná
  - сингл Bad Girl
  - сингл Moje
  - сингл Postel
  - сингл Instagram (feat. Diana Livvi)
  - сингл Tancuje (feat. Osama Verse-Atile)
  - сингл Money (feat. Delik)
  - сингл Město (feat. Maat)
- Poslední EP (2017)
  - відеокліп Poslední
  - відеокліп Nohy
  - відеокліп Program (режисер ― Tomáš Kasal)
  - відеокліп Výhled (feat. Majk Spirit[cs])
  - відеокліп Nejlepší (продюсер ― The Glowsticks[cs])
- Kontakt EP (2019)
  - відеокліп Chybíš
  - відеокліп Kontakt (режисер ― Tomáš Kasal)
  - відеокліп Pro nás dva
  - відеокліп ALEIAIO (продюсер ― The Glowsticks[cs])
- Позаальбомні композиції
  - 2014 сингл Nemůžu si dovolit (feat. Cavalier)
  - 2014 сингл Těžký váhy (feat. Cavalier)
  - 2015 сингл Kolotoč
  - 2016 сингл ASIO (feat. Osama Verse-Atile, відеокліп Petr Skočovský)
  - 2016 сингл Penny (відеокліп Tomáš Kasal)
  - 2016 сингл Pure Girl (відеокліп Tomáš Kasal)
  - 2017 сингл TV Shows (відеокліп Tomáš Kasal)
- Музична співпраця
  - 2015 сингл Sorry — Fosco Alma[cs] (feat. Ben Cristovao)
  - 2016 сингл TAKTOMABYT — Annet X (feat. Ben Cristovao)
  - 2016 сингл Radši Real — Mar10 (feat. Ben Cristovao)
  - 2016 сингл Já a ty — Blakkwood (feat. Ben Cristovao, Ezy)
  - 2016 сингл Twerk — DJ Wich[cs] (feat. Ben Cristovao)
  - 2017 сингл Knights — The Glowsticks[cs] (feat. Ben Cristovao)
  - 2017 сингл Talizman — Majself (feat. Ben Cristovao, Grizzly)
  - 2017 сингл Vozíme — Ego (feat. Ben Cristovao, Gyza)
  - 2017 сингл Šipka — Kristian Komedie (feat. Ben Cristovao)
  - 2018 сингл No Light Weights — AceQuared (feat. Ben Cristovao, The Glowsticks)
  - 2018 сингл Děvče v první řade — Calin (feat. Ben Cristovao)
  - 2018 сингл Past pt. 3 — Paulie Garand[cs], Kenny Rough (feat. Ben Cristovao)
  - 2018 сингл Island Breeze — Shalli (feat. Ben Cristovao, The Glowsticks)
  - 2019 сингл Chcem to zažiť eště raz — Pavol Habera[cs] (feat. Ben Cristovao, Viktor Hazard)
  - 2019 сингл Trofej — Majself (feat. Ben Cristovao)
  - 2019 сингл Team — Markéta Kadetová (feat. Ben Cristovao, Reginald)
  - 2019 сингл cool — Samey (feat. Ben Cristovao)
  - 2019 сингл Nemůžu pochopit — Lvcas Dope[cs] (feat. Ben Cristovao, Ego)
  - 2019 сингл Pojď ke mně blíž — Mirai[cs] (feat. Ben Cristovao)
  - 2019 сингл Kudy jít — Renne Dang[cs] (feat. Ben Cristovao)
  - 2020 сингл Naughty Lover — Tennisxclub (feat. Ben Cristovao, Baba Femi)

Для альбому кавер-версій пісень Davida Kollera David Koller & Friends (2016) записав пісню «Nic není nastálo».
| Рік  | Композиція                         | Singles Digital Top 50 CZ | Singles Digital Top 100 CZ | SK Radio Top 100 | Singles Digital Top 50 SK | Альбом                 |
| ---- | ---------------------------------- | ------------------------- | -------------------------- | ---------------- | ------------------------- | ---------------------- |
| 2013 | Bomby                              | 15                        | -                          | -                | 7                         | Made in Czechoslovakia |
| 2013 | Tělo (feat. Supa)                  | 21                        | -                          | -                | -                         | Made in Czechoslovakia |
| 2014 | Těžký váhy (feat. Cavalier)        | 10                        | -                          | -                | -                         | -                      |
| 2014 | Molly (ft. Ego)                    | 34                        | 50                         | -                | -                         | Made in Czechoslovakia |
| 2014 | Nemůžu si dovolit (feat. Cavalier) | 11                        | -                          | -                | -                         | -                      |
| 2014 | Sweet Chilli                       | 7                         | 51                         | -                | -                         | Made in Czechoslovakia |
| 2015 | Kolotoč                            | -                         | -                          | 47               | -                         | -                      |
| 2016 | ASIO                               | 1                         | 22                         | -                | 1                         | -                      |
| 2016 | Pure Girl                          | 2                         | 50                         | -                | 3                         | -                      |
| 2017 | Poslední                           | 1                         | 48                         |                  | 24                        |                        |
| 2017 | Program                            | 3                         | 63                         |                  | 35                        |                        |
| 2017 | Nohy                               | 2                         | 60                         |                  | 29                        |                        |
| 2018 | Padam (ft. Mária Čírová)           | 1                         | 24                         |                  | 2                         |                        |
| 2018 | Nahá                               | 5                         | 26                         |                  | 15                        |                        |
| 2019 | Aleiaio                            | 1                         | 3                          |                  | 6                         |                        |
| 2019 | Pro nás dva                        | 8                         | 24                         |                  | -                         |                        |
| 2019 | Kontakt                            | 25                        | 78                         |                  | -                         |                        |

## Фільмографія
- Backstage (2018)
- ''Ordinace v růžové zahradě 2''[cs] (серіал) — Макс Сухий, син головного лікаря хірургії MUDr. Девіда Сухого.[10]
- Середньовіччя (2022)